# Rivière d'Auray
Pour les articles homonymes, voir Auray (homonymie), Loch (homonymie) et Loc'h (homonymie).
La rivière d'Auray est une ria (ou aber) qui commence à Auray, dans le département du Morbihan, dans la région Bretagne. C'est la ria du Loc'h. La rivière d'Auray se jette dans le golfe du Morbihan et est navigable.

## Toponymie
De nombreuses rias morbihannaises sont appelées localement « rivières » et portent simplement le nom de la plus grosse localité située sur ses rives : rivière d'Étel, rivière de Crac'h, etc. (voir la liste des rivières de la côte morbihannaise). La rivière d'Auray est le nom donné à la ria du Loc'h après le port Saint-Goustan, lorsque l'influence de la marée devient significative. Le toponyme « rivière d'Auray » est présent sur les cartes de l'IGN. Le SANDRE désigne le cours d'eau sous le nom « l'Auray » dans son référentiel, mais utilise les termes « Loch' » ou « Rivière d'Auray » pour certaines zones hydrographiques. Les termes « ria d'Auray » ou « ria du Loc'h » se rencontrent également.
En 1886, Valentine Vattier d'Ambroyse (sous le pseudonyme de Ch.-F. Aubert) décrit la ria en ces termes dans l'ouvrage Le Littoral de la France : « La rivière d'Auray, ou le Loch, est souvent appelée Deur Brass, les grandes-eaux, parce que de forts navires peuvent la remonter, au moment des marées, jusqu'à la ville même. ».

## Géographie
La longueur de son cours d'eau est de 56,3 km.
Le Loc'h prend sa source à Plaudren et se dirige à l'ouest (à l'inverse de l'Arz) puis bifurque au sud à la moitié de son cours. Il devient la rivière d'Auray, avancée nord du golfe du Morbihan, sur la commune d'Auray, juste à l'ouest de Pluneret. 
La rivière d'Auray donne sur le golfe du Morbihan entre Locmariaquer au sud, et la pointe du Blair et Sept Îles, sur la commune de Baden au nord. 
Elle rejoint l'embouchure du golfe du Morbihan située entre Port-Navalo, extrémité de la presqu'île de Rhuys à l'est, station balnéaire et port de la commune d'Arzon et Locmariaquer à l'ouest.

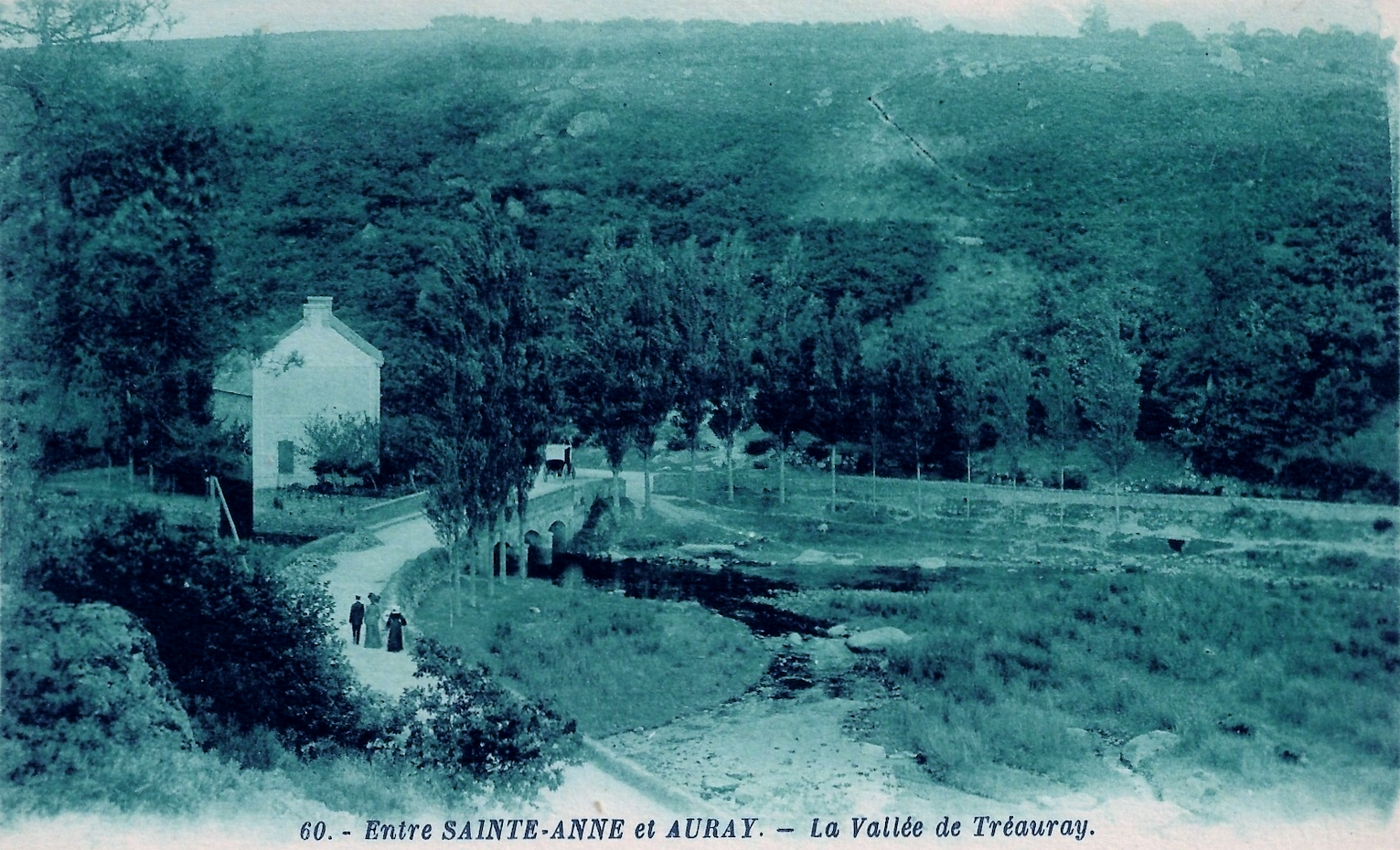
La vallée de Tréauray : pont sur le Loc'h entre Sainte-Anne-d'Auray et Auray (actuelle D 120) vers 1900.

### Communes et cantons traversés

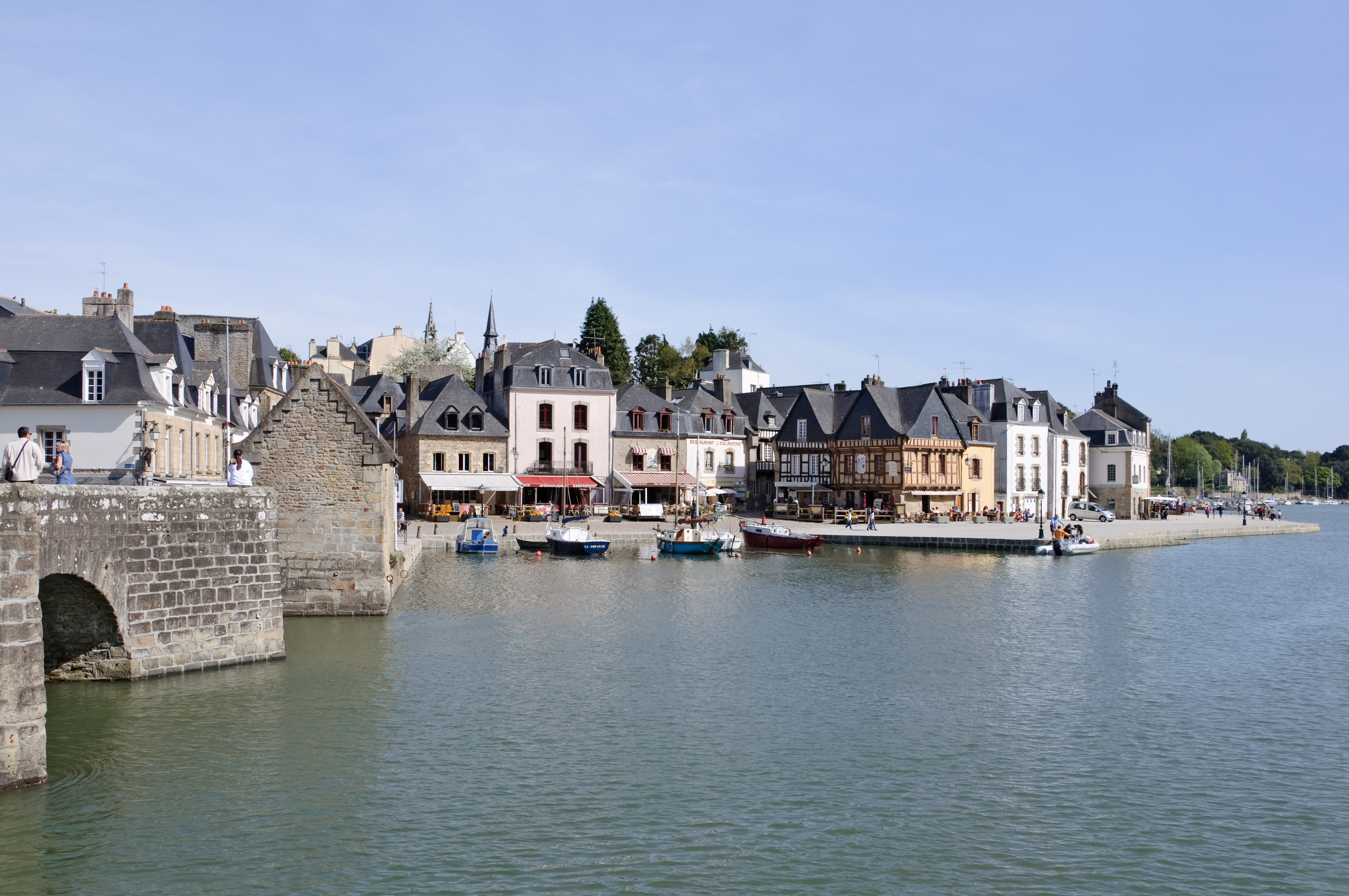
Le port Saint-Goustan à Auray.

La rivière d'Auray traverse un seul département, le Morbihan, dix communes et trois cantons.
Ces communes sont Plaudren (source/origine), Locqueltas, Locmaria-Grand-Champ, Grand-Champ, Brandivy, Plumergat, Pluvigner, Brech, Pluneret, Auray (embouchure).
En termes de cantons, le Loc'h prend sa source dans le canton de Grand-Champ, traverse le canton de Pluvigner et a son embouchure sur le canton d'Auray, le tout dans les arrondissements de Vannes et de Lorient.

### Villes traversées
- Grand-Champ, Auray, deux chefs-lieux de cantons.

### Bassin versant
L'Auray traverse les quatre zones hydrographiques J620, J621, J622 et J623 pour une superficie totale de 389 km2. Ce bassin versant est constitué à 72,43 % de territoires agricoles, à 17,19 % de forêts et milieux semi-naturels, à 7,30 % de territoires artificialisés, à 2,22 % de zones humides, à 0,77 % de surfaces en eau.

## Affluents
La rivière d'Auray a treize ruisseaux référencés, une rivière, et sept excroissances sans nom dont :
- le ruisseau le Rohu, 7 km, sur la commune de Baden ;
- le ruisseau du Moulin de Kerzac, 4 km sur la commune de Locqueltas ;
- le ruisseau de Camzon, 3,6 km, à la frontière des deux communes de Locmaria-Grand-Champ et Locqueltas ;
- le ruisseau de Rodue, 5,5 km sur quatre communes : Colpo, Locmaria-Grand-Champ, Locqueltas et Saint-Jean-Brevelay ;
- le ruisseau de Kerivalain, 6,2 km, sur les deux communes de Colpo et Grand-Champ ;
- le ruisseau de Lopheret, 3,3 km, sur la commune de Grand-Champ ;
- le ruisseau le Runio, 4,2 km, sur les communes de Brandivy et Moustoir-Ac ;
- le ruisseau de Pont Fao, 7,2 km, sur les deux communes de Camors et Pluvigner ;
- le ruisseau de Cordier, 3,9 km, sur les trois communes de Brandivy, Plumergat et Pluvigner ;
- le ruisseau de Kerdrehein, 0,9 km sur les deux communes de Brandivy et Pluvigner ;
- le ruisseau de Pont Christ, 11,9 km sur les deux communes de Brech et Pluvigner ;
- le ruisseau de Kerivalan, 7,3 km, sur la commune de Brech ;
- le ruisseau du Reclus, 4,6 km, sur les trois communes d'Auray, Brech et Crach ; et
- la rivière le Sal (la ria du Sal) ou Rivière du Bono en aval d'Auray de rang de Strahler trois.

Donc le rang de Strahler est de quatre.

## Description

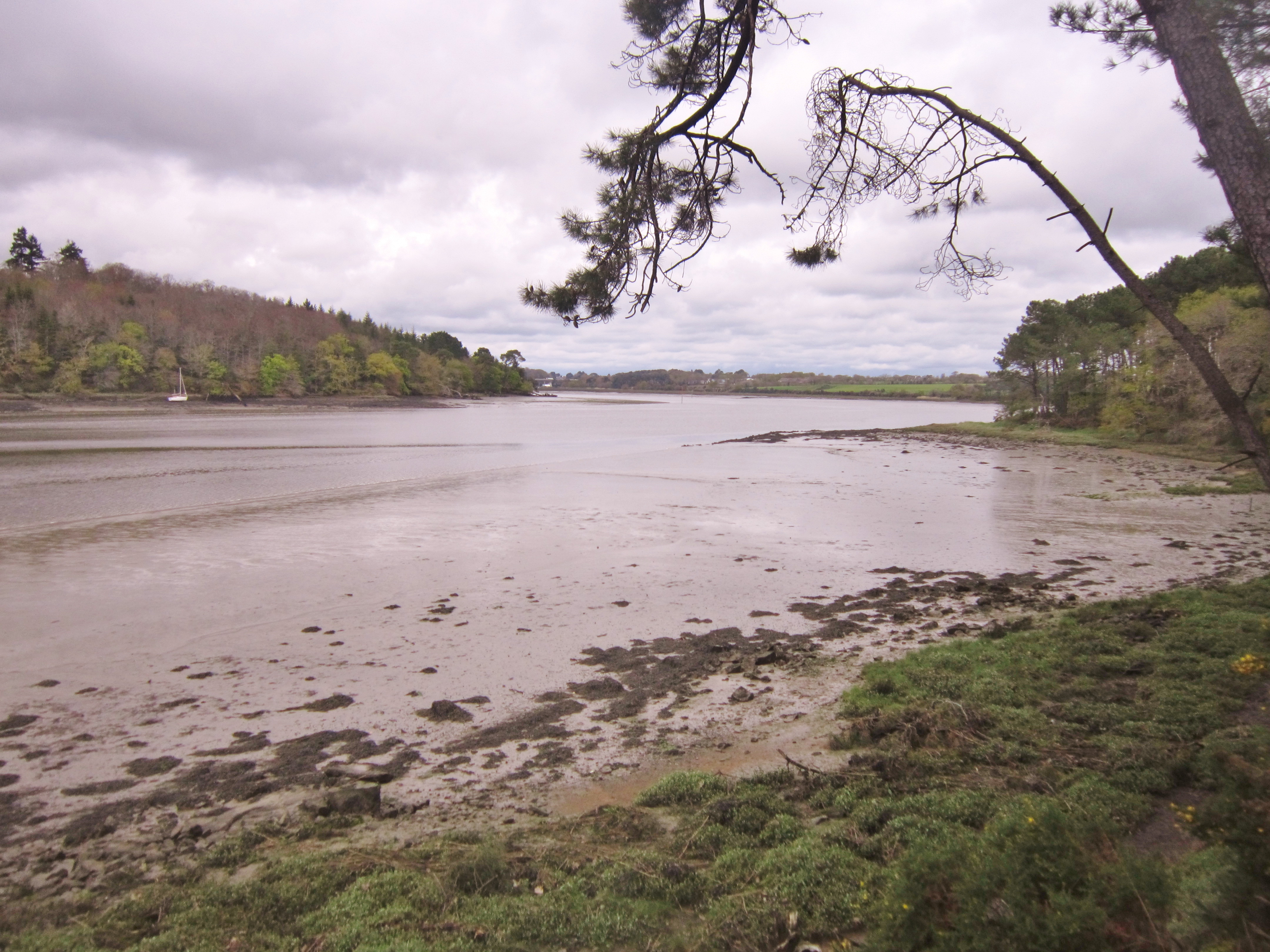
La Rivière d'Auray : vue vers le nord à partir du sentier littoral au nord de la pointe de Kerisper (en Pluneret).

## Environnement
La marée remonte le Loc'h au-delà du port Saint-Goustan à Auray, et alimente des marais jusqu'à Tréauray, à 4 km en amont d'Auray. La rivière d'Auray et son affluent la rivière du Bono laissent couvrir et découvrir des vasières et des herbus très étendus. Ces marais et ces vasières sont d'un grand intérêt écologique.
La rivière d'Auray dans sa partie aval est un milieu saumâtre caractérisée par d'importantes vasières exondées à marées basse, et par de très fortes variations de salinité ; de l'amont à l'aval, et de la surface au fond. Par exemple en février 1961, la salinité était de 6,5 % en surface, mais d'environ 21,3 % à 6 mètres de profondeur, alors qu'elle était de 23,9 % en surface et de 25,3 % à 20 mètres de profondeur en aval. La dessalure augmente en période de crue et l'eau salée remonte parfois assez loin en amont lors des grandes marées, permettant par exemple à quelques huîtres de vivre sur les piles du pont d'Auray.
Des mesures occasionnelles de pH montrent une eau plutôt « dure » en aval (pH de 8,0 à 8,4 descendant parfois à 7,7 dans la partie amont la plus exposée à la dessalure).
Aujourd'hui (2009), une grande partie du débit du Loc'h est capté à Tréauray par une station de potabilisation de l'eau exploitée par la SAUR. Avec une autre station sur le Sal (rivière du Bono) elle produit un cinquième de l'eau potable du Morbihan. La qualité écologique du bassin versant du Loc'h et du Sal est donc suivie avec attention. 
Le microplancton de la rivière d'Auray est abondant, avec de fortes variations saisonnières d'espèces. Il a fait l'objet d'une étude qualitative et quantitative, en raison notamment de son intérêt ostréicole, à partir d'échantillons récoltés de 1961 à 1963 notamment. 
- 181 espèces de diatomées (phytoplancton), 2 variétés, 3 formes, appartenant à 66 genres ont été identifiées dans la rivière, sans que cette liste soit limitative.
- 48 espèces de dinoflagellées (phytoplancton), 3 variétés, représentant 13 genres ont été reconnues jusqu'à ce jour
- le zooplancton est représenté par les stades larvaires de mollusques (dont huîtres), de crustacés, poissons et autres organismes aquatiques. Les espèces les, Stenasemella nivalis et diverses espèces de Codonella  caractérisées par des pullulations qui suivent les blooms planctoniques phytoplanctoniques et zooplanctoniques), Rotifères (surtout du genre Synchaeta ou Keratella quadrata quadrata quand l'eau et plus douce), Cladocères, Copépode.

Illustrations (Rivière du Loch ; partie amont de la rivière d'Auray)

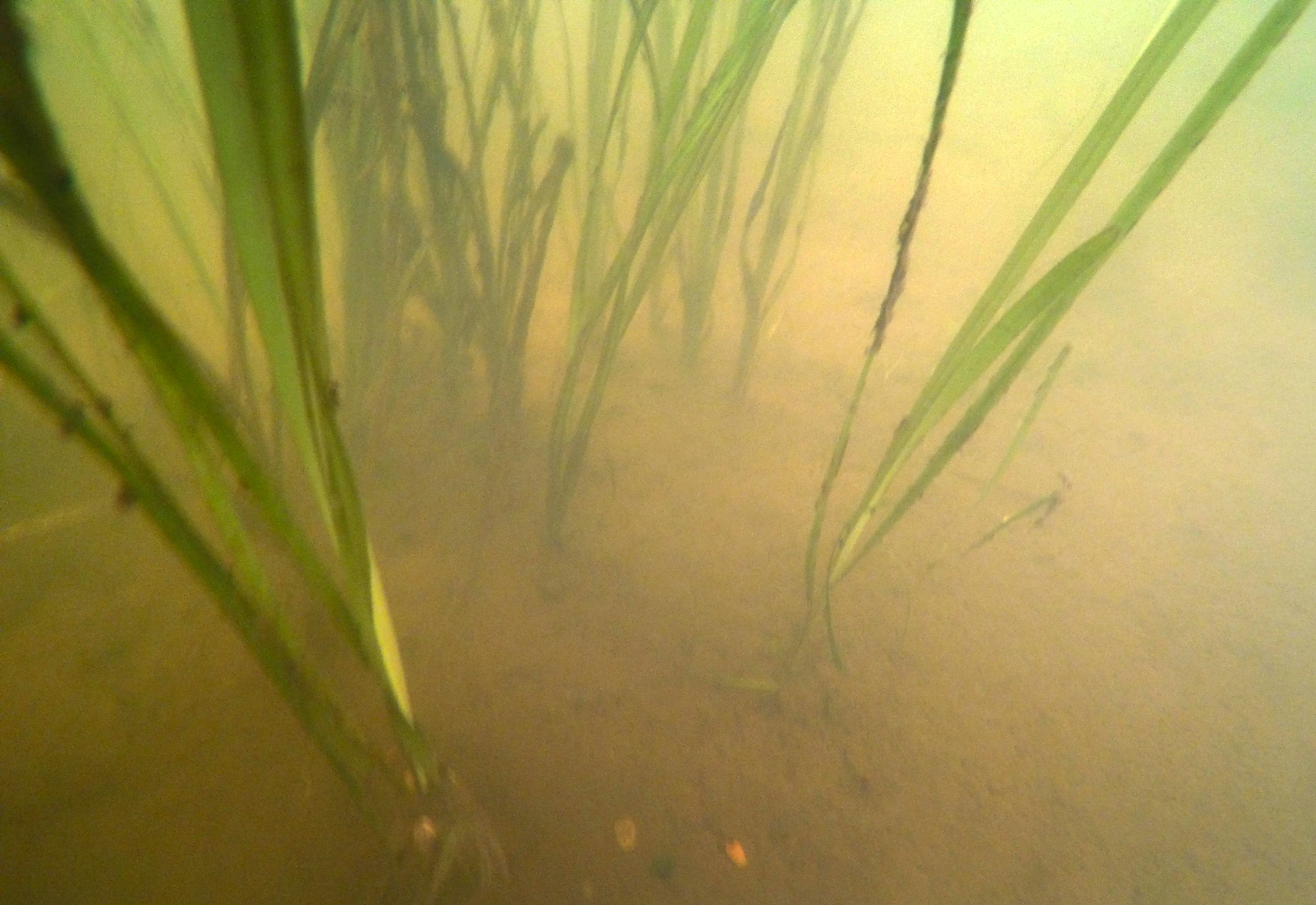
Fond
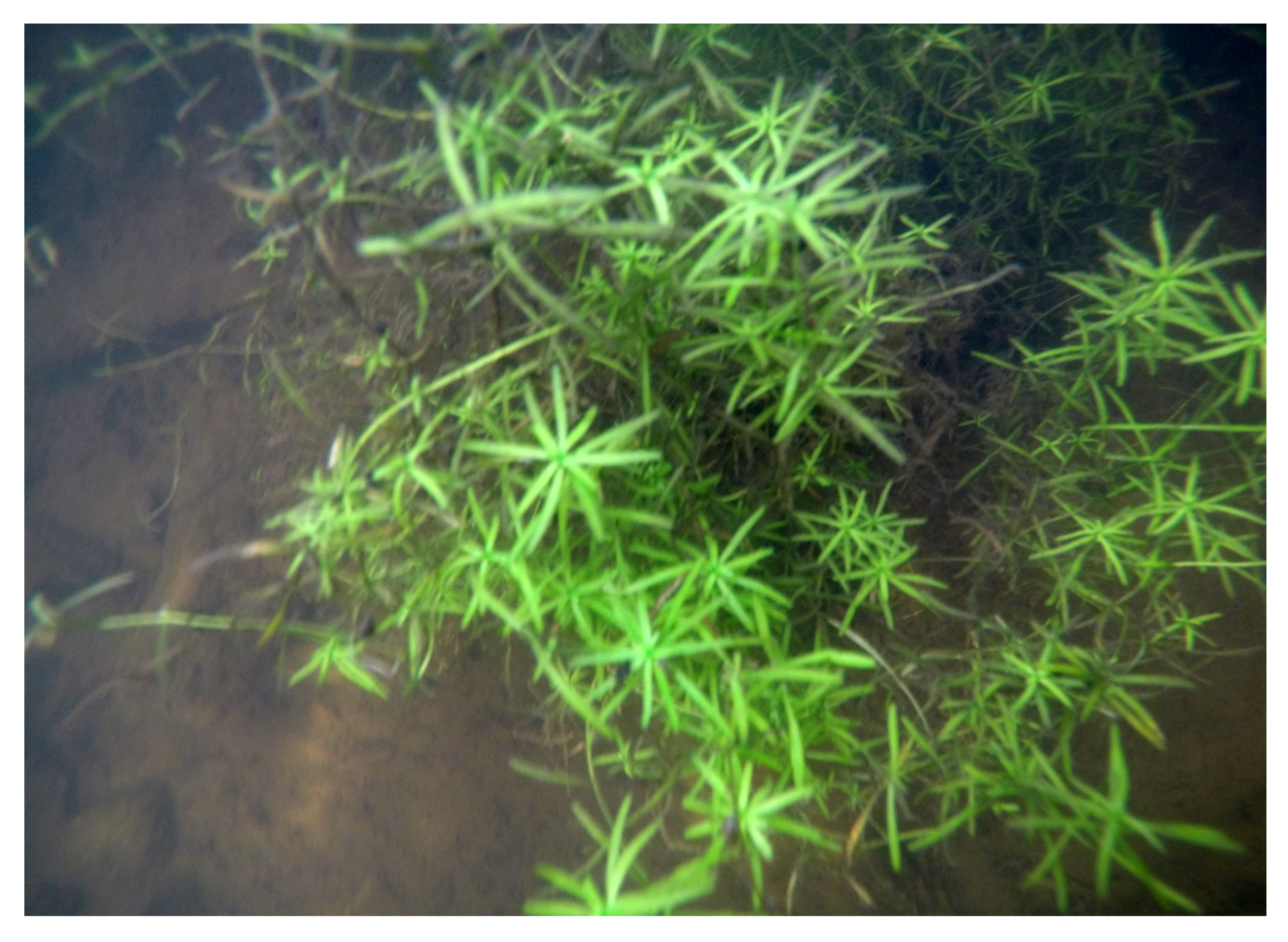
Callitriche
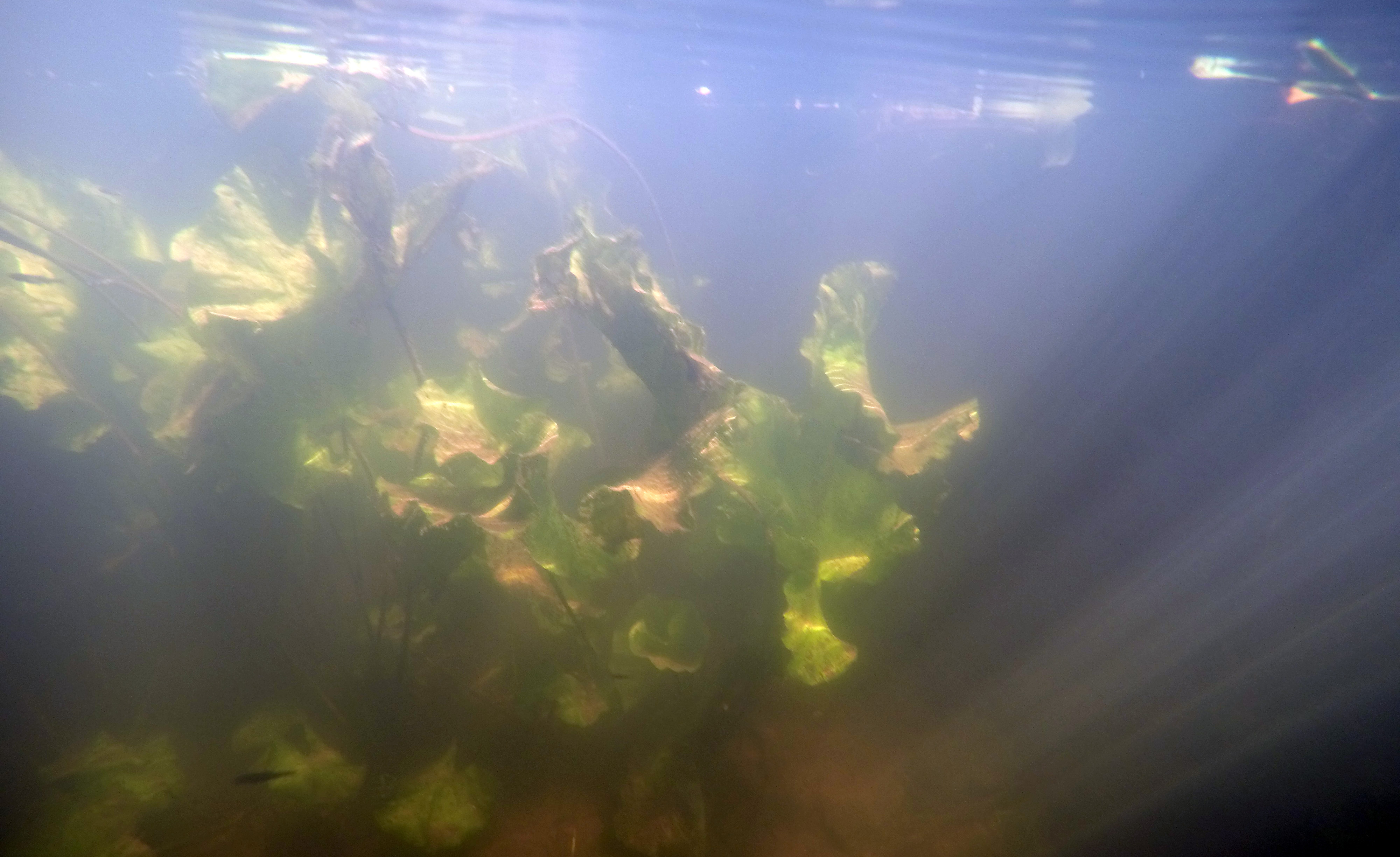
Nénuphars

## Histoire

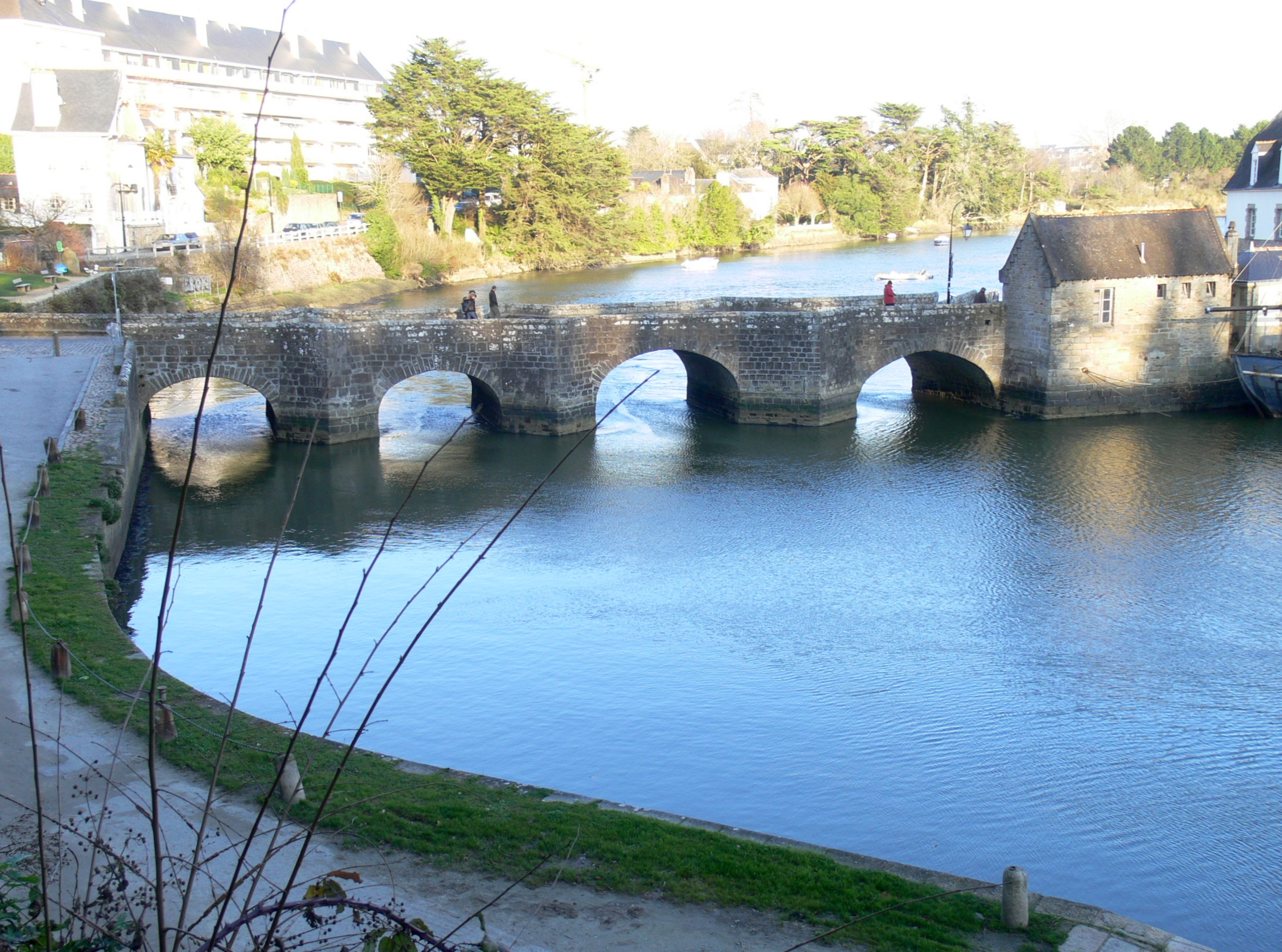
Le pont qui relie Auray au port Saint-Goustan.

La rivière d'Auray a probablement été utilisée dès la préhistoire. 
Un port existait à Auray au XIIe siècle. Il a beaucoup servi, jusqu'au XIXe siècle, où le développement des routes et surtout des voies ferrées a rendu le cabotage moins intéressant. 
C'est sur la rive gauche de la rivière, sur un quai depuis appelé « quai Franklin » qu'a débarqué le 3 décembre 1776 Benjamin Franklin venu demander de l'aide à la France pour les États-Unis. Le port Saint-Goustan accueille aujourd'hui un port de plaisance.
En 1900, la Compagnie des chemins de fer de l'Ouest avait établi une centrale électrique à Tréauray pour alimenter la gare d'Auray.